# Lebetus guilleti
Lebetus guilleti é uma espécie de peixe da família Gobiidae e da ordem Perciformes.

## Morfologia
- Os machos podem atingir 2,5 cm de comprimento total.
- Número de vértebras: 25-26.[5][6]

## Habitat
É um peixe marítimo e de clima temperado que vive até 30 m de profundidade.

## Distribuição geográfica
É encontrado no Oceano Atlântico oriental: desde Categate até Portugal. Também está presente em Banyuls-sur-Mer e nas Ilhas Canárias.

## Observações
É inofensivo para os humanos.